# Буслово (Костромская область)
Буслово — деревня в составе Дмитриевского сельского поселения Галичского района Костромской области России.

## История
Согласно Спискам населённых мест Российской империи в 1872 году деревня относилась к 2 стану Галичского уезда Костромской губернии. В ней числилось 16 дворов, проживало 48 мужчин и 56 женщин.
До муниципальной реформы 2010 года деревня входила в состав Красильниковского сельского поселения.

## Население
| 2008 | 2010 | 2012 | 2014 |
| ---- | ---- | ---- | ---- |
| 3    | ↗4   | ↘1   | →1   |